# Пастель

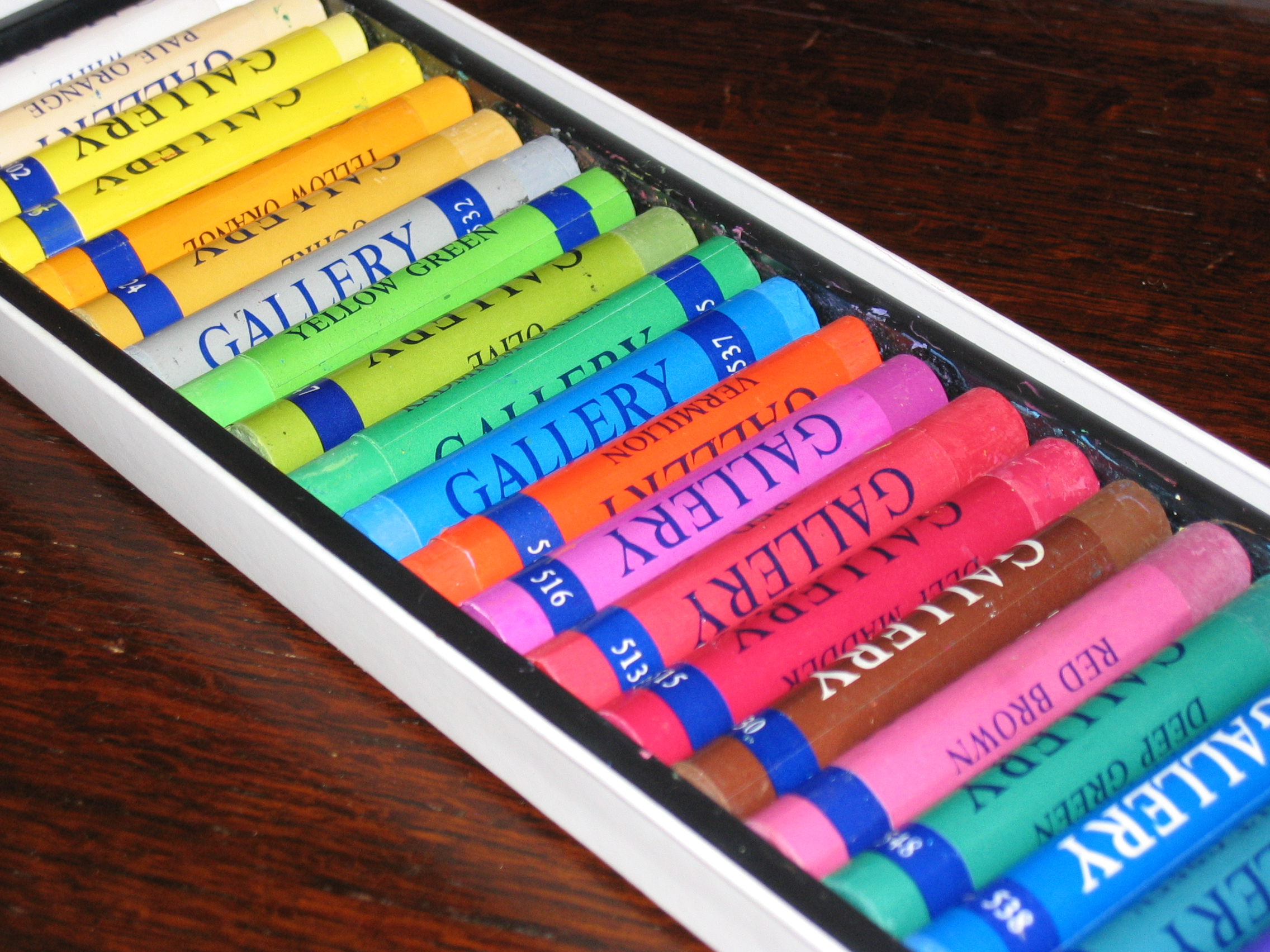
Пастель

Пасте́ль (фр. pastel, итал. pastello, от итал. pasta — тесто) — наименование группы художественных материалов и техники рисунка, применяемых в графике и живописи (согласно теории искусства, работа пастелью на бумаге относится к графике). Пастель чаще всего выпускается в виде мелков или карандашей без оправы, имеющих форму брусков с круглым или квадратным сечением.

## Разновидности
Пастель бывает трёх типов — «сухая», масляная и восковая. Масляная пастель производится из пигмента с льняным маслом путём прессовки. Аналогично производится «сухая» пастель, за тем исключением, что не используется масло. Основу замеса восковой пастели составляют воск высшего качества и пигменты. Масляная пастель считается материалом учебным, в то время как её сухой аналог используется как в учебных целях, так и в художественных. Также масляную пастель часто используют для набросков и зарисовок, так как она отлично растушёвывается и даёт мягкую линию. Однако такое применение данной техники требует по большей части специальной шероховатой бумаги, а также дальнейшего закрепления рисунка лаком во избежание отпечатков. В технике «сухой» пастели широко используется приём «растушёвки», что придаёт эффект мягких переходов и нежности цвета.
Существует два основных вида сухой пастели: твёрдая и мягкая. Мягкие пастели состоят в основном из чистого пигмента с небольшим количеством связующего вещества. Подходят для широких насыщенных штрихов. Твёрдые пастели реже ломаются потому, что содержат большее количество связующего вещества и прекрасно подходят для рисунка, так как боковую поверхность бруска можно использовать для тона, а торец для тонких линий и проработки деталей.
Для рисования пастелью нужна фактурная поверхность, которая будет удерживать пигмент. Рисунки пастелью обычно выполняются на цветной бумаге. Тон бумаги подбирается исходя из задачи рисунка. Белая бумага мешает оценить насыщенность главных цветов, хотя в ряде работ под определённые задачи она уместна и также доступна для художника. В «сухой» пастели художники также используют приём, когда при тонком наложении слоя пастели цветная или белая бумага просвечивает через штрихи или растушёвку и даёт как бы «свет изнутри». Такой приём можно встретить в пейзажах и портретах.
Есть три типа бумаги для пастели: наждачная бумага — предназначена для художественных работ, продаётся в листах большого формата или альбомом-склейкой; пастельная доска — выполняется из крошечных частиц пробки; бархатная бумага — имеет бархатистую поверхность. Бархатная бумага позволяет использовать в работе минимальное количество фиксажа. Также такая бумага наиболее популярна из-за большого выбора как цвета, так и размера отдельного листа. Можно использовать и бумагу для акварели, при необходимости тонируя её с помощью чая или кофе. В продаже имеется специальная бумага для пастели с различной текстурой под определённые задачи. Каждая такая бумага имеет свою степень шероховатости и расположения зерна в бумаге. От выбора бумаги будет зависеть вид итоговой работы; на сплошной, гладкой бумаге пастель не будет работать. Пигмент при растирании мелка о бумагу должен проваливаться в углубления (место между зёрен), так пастель приобретает глубину и свою индивидуальную бархатистость, за которую так и ценят этот материал.
Исправления обычно вносят на ранних стадиях рисунка. Так как пастель не самый кроющий материал из возможных, рисунок под неё должен быть лёгким, чтобы штрих от пастели мог перекрыть линию карандаша. В частых случаях предварительный рисунок делают или самим пастельным мелком, очень схожим с цветом бумаги, или очень светлым по тону, или достаточно твёрдым карандашом (HB — H4 и далее). Если карандаш будет недостаточно твёрдый, то при дальнейшем покрытии пастель будет смешиваться с карандашом и давать «грязь» (нечистый цвет), что в технике пастели непозволительно. Для удаления большого количества цвета используют широкие кисти из щетины. При этом планшет с рисунком надо держать вертикально, это позволит лишним частичкам падать вниз и не втираться в бумагу. Также используется ластик или кусочек хлеба (белый, без сдобы). Но этот метод неприменим при работе на наждачной и бархатной бумаге. Лезвием бритвы можно соскоблить тонкие штрихи.
Для защиты пастельного рисунка от смазывания и осыпания его надо зафиксировать. Для этого подойдёт обычный лак для волос или специальный фиксатор. Будет достаточно пары лёгких распылений. Зафиксированный рисунок слегка теряет свою пастельность, цвета становятся более глубокими.

## Производство пастели
Чтобы создать твердые и мягкие пастели, пигменты измельчают в пасту с водой и связующим веществом, а затем скручивают или прессуют в палочки. Большинство брендов выпускают градации цвета от чистого пигмента до почти белого цвета, смешивая различные количества мела. Это смешивание пигментов с мелом является источником слова «пастель» в отношении «бледного цвета» (тона). Пастельная работа пишется путем перемещения палочек по абразивной поверхности, оставляя цвет на бумаге, песке, холсте и т. д. Когда полотно полностью покрыто пастелью, произведение называется пастелью; когда нет, пастельный эскиз или рисунок. Пастельные рисунки, выполненные с использованием среды, которая имеет самую высокую концентрацию пигмента, отражают свет без темнеющего преломления, обеспечивая очень насыщенные цвета.
Так называемая пастель Рафаэлли (по фамилии художника) не требует фиксирования, поскольку вместо лёгкого клея (траганта) в её состав Рафаэлли вводил масло, воск и скипидар. Эксперименты со связующими веществами проводили В. Оствальд, В. Боссенрот и многие другие художники XIX века.

## Защита пастельных произведений искусства
Пастели могут быть использованы для создания постоянного произведения искусства, если художник отвечает соответствующим архивным соображениям. Это означает:
- Используются только пастели со светостойкими пигментами. Так как пигмент не защищен связующим, он особенно уязвим для света. Пастельные картины, выполненные с использованием пигментов, которые изменяют цвет или тон при воздействии света, испытывают сравнимые проблемы с картинами гуашью, использующими те же пигменты.
- Работы выполняются на основе бескислотной архивной поддержки качества. Исторически некоторые работы выполнялись на подложках, которые сейчас чрезвычайно хрупкие, и необходимо защищать подложку, а не пигмент, под стеклом и вдали от света.
- Работы правильно смонтированы и обрамлены под стекло, чтобы стекло не касалось произведения искусства. Это предотвращает ухудшение, связанное с опасностями окружающей среды, такими как качество воздуха, влажность, проблемы с плесенью, связанные с конденсацией и загрязнением.
- Некоторые художники защищают свои готовые изделия, распыляя на них фиксатор. Пастельный фиксатор — аэрозольный лак, который можно использовать для стабилизации мелких угольных или пастельных частиц на картине или рисунке. Это не может предотвратить смазывание полностью, не притупляя и не затемняя яркие и свежие цвета пастели. Он также токсичен, поэтому требует осторожного использования.

Использование лака для волос в качестве фиксатора, как правило, не рекомендуется, так как он не бескислотный и, следовательно, может ухудшить художественные работы в долгосрочной перспективе. Традиционные фиксаторы со временем обесцвечиваются. Кроме того, лак для волос как фиксатор нежелателен, так как при его распылении поверхность работы теряет свою текстуру, что уже невозможно будет исправить. По этим причинам некоторые художники избегают использования фиксатора, за исключением случаев, когда пастель настолько перегружена, что поверхность больше не удерживает пигмент. Фиксатор восстановит «зуб», а сверху можно нанести больше пастели. Абразивные опоры исключают или сводят к минимуму необходимость применения дополнительного фиксатора таким способом. SpectraFix, современный фиксатор казеина, предварительно смешанный во флаконе для помпового насоса или применяемый в виде концентрата для смешивания со спиртом, не токсичен, не темнеет и не тускнеет в пастельных слоях. Тем не менее, SpectraFix требует некоторой практики, чтобы не использовать слишком много этого фиксатора и не оставлять избыток жидкости, который может растворить ранее нанесённые слои краски. Кроме того, требуется немного больше времени для сушки каждого слоя, чем у обычных спреев-фиксаторов. При хранении и транспортировки для защиты пастелей используется специальная бумага — пергамин. При издании дорогих альбомов между отдельными листами пастелей вставляют пергаминовые страницы.

## Способы работы
Способы и технические приёмы работы пастелью весьма разнообразны, поскольку мелки различного цвета смешивают не на палитре, а непосредственно на рабочей поверхности, и, в отличие от живописи, цвета не могут быть проверены перед нанесением на поверхность. Ошибки в технике пастели не могут быть перекрыты следующим слоем, как при использовании масляных или темперных красок. Экспериментирование с пастелью в эскизах даёт пользователю лучший контроль над большей композицией. У пастели есть некоторые общие с живописью приёмы, такие как создание цветовых слоев, добавление акцентов и выделение, а также затенение. Некоторые приёмы и материалы характерны как для пастели, так и для рисования угольным и свинцовым карандашами, например, штриховка или растяжка тона.
Другие техники, характерные для пастели:
Цветная основа: использование цветной рабочей поверхности для получения эффекта, такого как смягчение пастельных оттенков или контраст
Сухая стирка: покрытие большой площади с использованием широкой стороны пастельной палочки. Ватный шарик, бумажное полотенце или кисть могут использоваться для более тонкого и равномерного распределения пигмента.
Стирание: удаление пигмента из области с помощью замешанного ластика или другого инструмента, пера — пастель, нанесенная достаточно густо, чтобы создать заметную текстуру или рельеф.
Пастель сопротивляется техникам:
Выскабливание, лессировка, сфумато, Сграффито, зернистость.
Текстурированные основания: использование грубой или гладкой текстуры бумаги для создания эффекта, техника, часто используемая в акварельной живописи. Влажная чистка.

## История возникновения

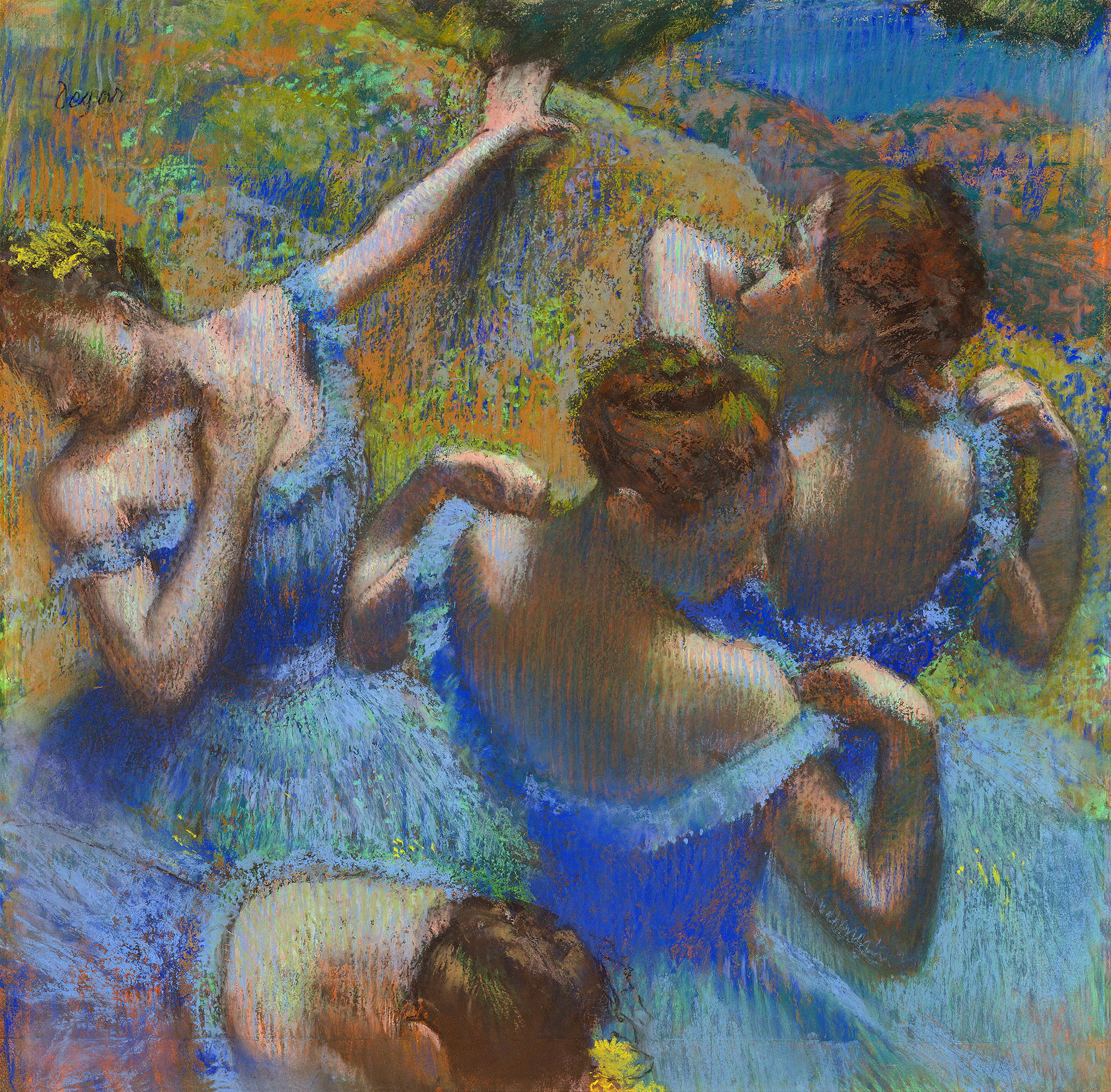
Э. Дега Голубые танцовщицы. 1897. Пастель. Государственный музей изобразительных искусств имени А. С. Пушкина, Москва

Термин «пастель» впервые появился в истории искусства в трактате Дж. П. Ломаццо «Об искусстве живописи» (1584 г.), в котором он описал способ рисования «a pastello» и упомянул, что Леонардо да Винчи пользовался для подготовительных рисунков к своим картинам цветными карандашами (хотя это ещё не была пастель в современном значении слова), а также чёрным итальянским карандашом и красной сангиной. Тем не менее, родиной пастели следует считать Францию, поскольку в середине XVII века настоящей пастелью стал рисовать художник Даниэль дю Монтье.
В XVIII веке пастель становится самостоятельной техникой и получает особую популярность во Франции, где её использовали такие известные художники, как Франсуа Буше, Морис Кантен де Латур, Шарден, позднее Грёз, Жан Этьен Лиотар, Жан Юбер, Делакруа, а также в Англии (Фрэнсис Котс не только работал в этой технике, но и усовершенствовал технологию производства красок). Выдающимся пастелистом была и итальянская художница Розальба Каррьера. Среди её учеников — крупнейший пастелист Швеции Густаф Лундберг. Затем наступил период, когда о пастели забыли, и интерес к ней вновь пробудился только во второй половине XIX века.

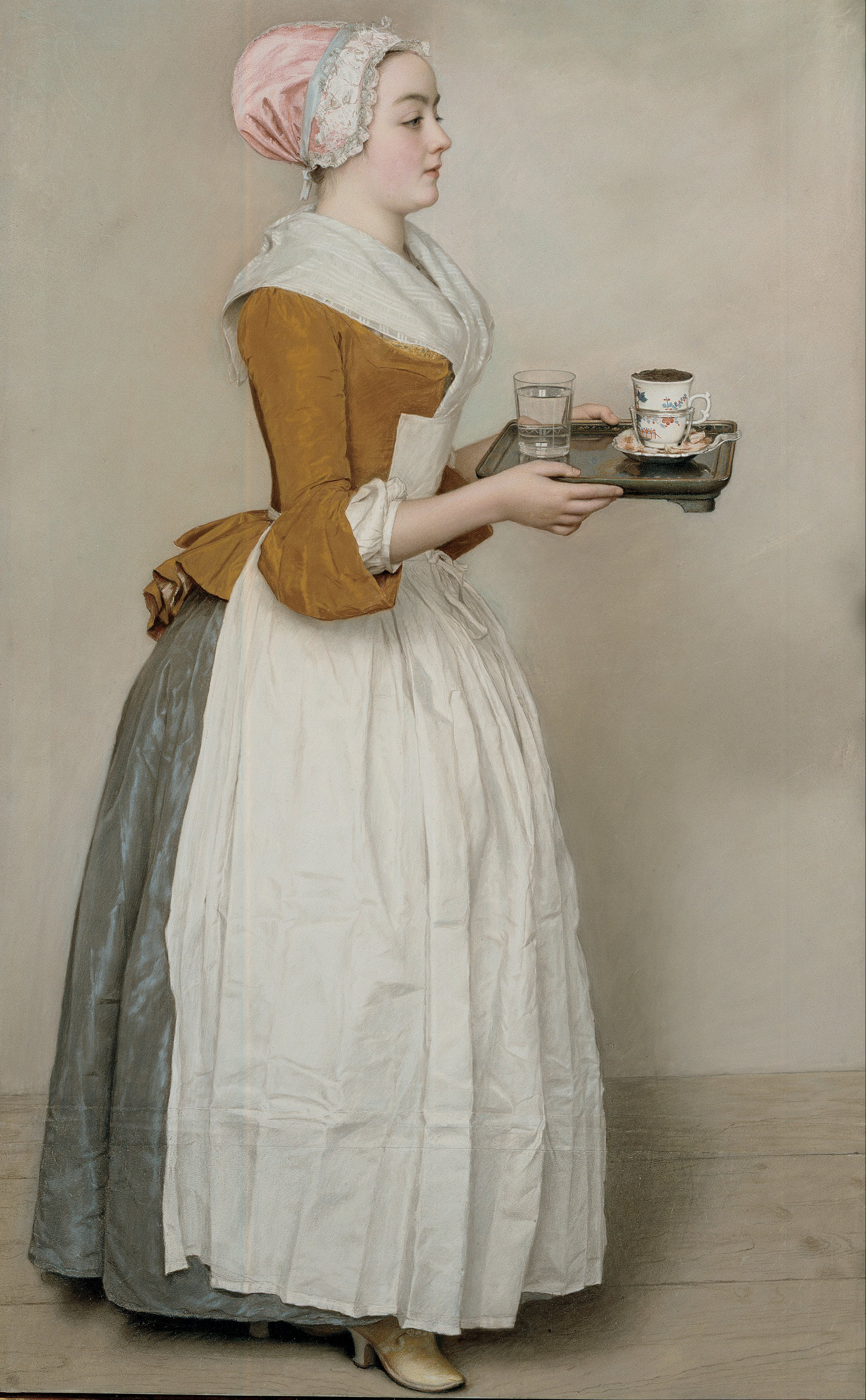
Ж. Э. Лиотар Шоколадница. 1744. Пастель, пергамент. Галерея старых мастеров, Дрезден

Шедевром искусства пастельного рисунка является знаменитая «Шоколадница» — произведение Ж. Э. Лиотара. Оно отличается столь тонким колоритом и отсутствием видимых штрихов, что многие принимают этот рисунок, сделанный на пергаменте, за живопись. Наиболее распространённой в классическом искусстве является техника «трёх карандашей» — сочетание сангины (или красной пастели), белого мела и чёрного, итальянского карандаша.
Некоторые ведущие художники-импрессионисты охотно пользовались пастелью, ценя её за свежесть тона и быстроту, с какой она позволяла им работать. Манера Дега, например, отличалась удивительной свободой, он накладывал пастель смелыми, ломаными штрихами, иногда оставляя проступающий сквозь пастель тон бумаги или добавляя мазки маслом или акварелью. Одним из открытий художника стала обработка картины паром, после чего пастель размягчалась и её можно было растушёвывать кистью или пальцами. Дега не только по-новому использовал технику пастели, но и создавал с её помощью картины, превосходящие по размеру произведения других художников, выполненные пастелью. Иногда он сшивал для этого вместе несколько листов, чтобы получить поверхность нужного ему размера.

## Пастель в русском изобразительном искусстве
В России пастель появилась в первой половине XVIII столетия, привезённая иностранными художниками. На протяжении всего XVIII века создателями произведений в этой технике были мастера так называемой россики — иностранные живописцы, работавшие в России. Они выполняли почти исключительно портреты на заказ. Техника пастели получила распространение в среде русских художников несколько позже. Скорый в изготовлении, исполняемый зачастую в один сеанс, пастельный портрет получил широкое распространение, стал одним из самых любимых видов заказного изображения, выполняя некоторым образом функцию фотографии. Эпоха расцвета пастельного портрета в России приходится на первую треть XIX столетия. Это связано, по-видимому, с подъёмом усадебной культуры, с вошедшими в моду фамильными портретными галереями. Ведущий мастер этого времени — Карл-Вильгельм (Карл Иванович) Барду, берлинский уроженец, прославившийся, прежде всего, как автор пастельных портретов. С 1806 года Барду-младший жил в Москве, где исполнил множество портретов членов семей московского дворянства. На одном из них — «Портрет молодого человека» (1811 г.) — запечатлён известный русский поэт пушкинского круга Е. А. Баратынский в детстве.
Наряду с другими графическими и живописными техниками, пастель использовал Александр Орловский, обучавшийся в Европе живописец, рисовальщик, гравёр и литограф, обладатель «быстрого карандаша» (по выражению А. С. Пушкина). И Алексей Гаврилович Венецианов активно работал пастелью первые десятилетия творческого пути. В 1807 году Венецианов поступил на статскую службу, а в свободное время ходил в Эрмитаж и копировал пастельными карандашами картины Луки Джордано и Бартоломе Эстебана Мурильо. Позже Венецианов поднёс два жанровых крестьянских портрета пастелью императрице Елизавете Алексеевне, за что получил бриллиантовый перстень, а в 1823 году, подарил «картину в сельском домашнем виде пастельными красками» Александру I. По-видимому, это и был один из шедевров знаменитого живописца, ныне принадлежащий Русскому музею — «Очищение свёклы».
С 1840-х годов в Россию из Европы приходит мастерство дагерротипии, а в конце 1840-х появляется способ тиражирования фотографических изображений. Впечатляющая новация на время вытеснила с художественного рынка акварельный, миниатюрный и пастельный портрет, поэтому в России в 1840—1860-е годы пастель находит крайне редкое употребление. Середина XIX столетия отмечена единичными работами в технике пастели, авторами которых были Сергей Константинович Зарянко, Наталья Егоровна Макухина («Портрет художника Ковригина»), Пётр Алексеевич Оленин («Портрет Ивана Андреевича Крылова»), Павел Петрович Соколов, Иоганн-Адольф Тимм. Использовал пастель и Константин Маковский («Вакханка». 1860).

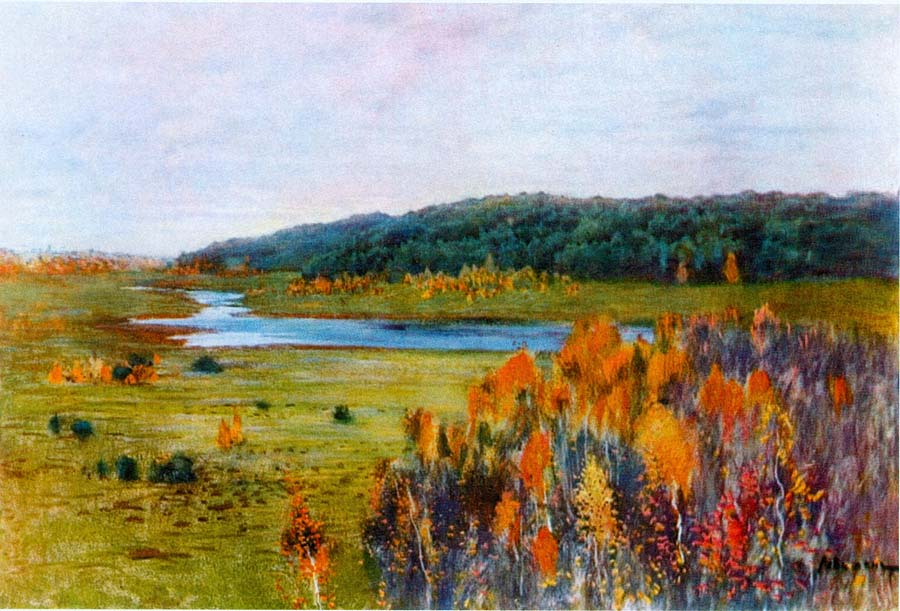
И. И. Левитан. Долина реки. Осень. 1896. Бумага, пастель. Государственный Русский музей, Санкт-Петербург

В 1890-х годах пастельная техника в России фактически переживает второе рождение. Почти все пастели Исаака Ильича Левитана относятся к 1890-м годам. До того Левитан к этой технике не обращался вовсе, а впоследствии — после 1894 года — лишь в отдельных случаях. В коллекции Русского музея — три пастели мастера: «Хмурый день» (1895) «Долина реки» (1890-е) и одна из вершин творчества Левитана — «Луг на опушке леса» (1898). Особое место пастель занимала в творчестве Валентина Александровича Серова («Портрет княгини Мусиной-Пушкиной», 1895). Для «Портрета Елены Павловны Олив» (1909) одной пастели оказалось недостаточно, и вместе с ней художник использовал акварель, и гуашь. В пастельных работах Бориса Кустодиева («В ложе»; «Цветущая глициния», 1912) — переплетение тенденций отечественного искусства рубежа XIX и XX столетий, интерес к театру, миру кулис («Танцовщица в кабаре»,1904; «Цирк», 1905; «В ложе», 1912), присутствие лёгкой ностальгической нотки по национальному прошлому («Дети в маскарадных костюмах», 1909). Пластические возможности пастели позволили художнику Леониду Пастернаку передать атмосферу дома Льва Толстого («Лев Толстой с семьёй в Ясной Поляне», 1902).
Пастель становится излюбленной техникой членов художественного объединения «Мир искусства» — Александра Николаевича Бенуа, Бориса Михайловича Кустодиева, Константина Андреевича Сомова, Мстислава Валериановича Добужинского, Леонида Осиповича Пастернака и других. Эта техника тем более оказалась востребованной, чем менее её практиковали приверженцы академизма или позднего передвижничества. Художники расширяют жанровый арсенал пастели. Так, у Александра Бенуа чаще преобладают пастельные пейзажи, у Сергея Малютина — лирические портреты, у Леона Бакста — обстановочные портреты, изображения детей и плакат (афиша для «Детского базара», 1899), у Александра Головина — эскизы театральных декораций.
Для Зинаиды Серебряковой («Портрет сына Александра», 1921) пастель до конца дней оставалась излюбленной техникой. В манере «non finito» («незавершённости») созданы портреты детей, с тонко проработанным лицом и едва намеченной одеждой, а также — «балетная серия», где фигуры лишь намечены расплывчатым контуром. «Марокканская серия» (1928, 1932) целиком выполнена в пастели.
Ленинградский художник С. А. Петров, ученик и последователь В. И. Шухаева, в 1960—1970-х годах работал исключительно в технике пастели, которую приготавливал сам. Вместо картона или бумаги он использовал оборотную сторону обычной клеёнки. Оригинальный рисовальщик Б. Б. Казаков соединял пастель с сангиной, углём и мелом, живописец А. К. Носов завершал живопись темперой прорисовкой пастелью.

## Художественные особенности
Работа мягкими палочками пастели требует шероховатого ворсистого основания, способного удержать красочный порошок. В старину художники рисовали даже на замше. В настоящее время в качестве основания для пастели используют чаще всего специальную бумагу, шероховатый картон или наклеенный на картон холст. Некоторые художники готовят основание сами. Пастелью можно рисовать и писать. Иногда художник передаёт форму в основном линией, штрихом, контуром, а всё цветовое решение проводит как подкраску, всего несколькими тонами. Получается подкрашенный рисунок.
Но можно пастелью создавать и настоящую живопись, передавая всю сложную гамму цветовых отношений натуры. Дега говорил, что пастель позволяет ему стать «колористом с линией». При этом художник может добиться цветового звучания многоцветными мелкими штрихами. Эти штрихи можно смешивать, растирая пальцем, растушёвкой или сухой кистью, но можно оставлять и в чистом виде, подобно мозаике.
Пастель спрессовывается меньше, чем мел, а потому ложится на бумагу с большей цветовой плотностью и формирует бархатистые штрихи с мягкими, рыхлыми краями. Пастель находится на грани между рисунком и живописью. В ней соединяются линия и цвет: ею можно рисовать и писать, работать штриховкой, живописным пятном, сухой или мокрой кистью. Особенность пастели в том, что при минимуме связующего красящая масса представляет отдельные частицы пигмента, отражаясь от которых свет рассеивается в разные стороны, придавая красочному слою особую лучистость, бархатистость, специфическую «пастельную» мягкость.
Пастель может давать и очень насыщенный, и очень слабый тон, однако у неё есть большой недостаток: слой пастели, нанесённый на поверхность, чрезвычайно недолговечен и при малейшем касании может разрушиться. Для того чтобы избежать этого, поверхность обрабатывают специальным составом, предохраняющим рисунок, но цвета при этом заметно темнеют. Художников постоянно волновала проблема сохранности произведений, ставшая темой многих учёных трактатов. Изобретались различные фиксативы, но даже самые совершенные из них изменяли первоначальный тон пастели, искажали её колористическую гамму, губили её природную бархатистость. Самое надёжное сохранение пастели — в хорошей окантовке под стекло. В этом случае пастельное произведение может жить, не теряя своей прелести, столетия. Пример тому знаменитая «Шоколадница» из Дрезденской галереи. Картина, поражающая зрителей свежестью и чистотой красок, кажется только что законченной, хотя создана она в XVIII веке. Таким образом, лучше всего просто использовать рамы со стеклом и паспарту — окантовкой из плотного картона, чтобы даже стекло не касалось работы. Но у пастели есть и технические достоинства. Пастель не выгорает на солнце, не темнеет и не трескается, не боится температурных перепадов. Новые технологии изготовления пастельных красок, тонированных бумаг и абразивных холстов, современная окантовка уникальной графики подготовили базу для нового расцвета и широкого распространения искусства пастели как среди художников, так и среди любителей живописи.
Пастель привлекает мастеров живописи благородством, чистотой и свежестью цвета, бархатистой поверхностью фактуры, живостью и волнующей вибрацией штриха. Тонкость и изящество техники пастели в сочетании с необычной звучностью красок и богатством фактуры создают мир, который завораживает зрителя ощущением непосредственности творчества. Если художник работает в пастели небрежно, все её достоинства исчезают. Масляные краски позволяют многократно переписывать, счищать, накладывать множество слоёв; пастель же требует точности, интуитивного «чутья» по отношению к выбираемому цвету, потому что после изменить его уже чаще всего невозможно: чистый, тот самый знаменитый «мерцающий» пастельный тон таков лишь при первозданном нанесении. В то же время пастель позволяет удивительным образом смешивать и накладывать цвета. Лучшие пастели представляют собой множество красочных слоёв; чистых, но просвечивающих «сквозь». Отсюда бархатистость и неизменно притягательная глубина.
Работа в технике пастели предполагает растушёвку пигмента или «вбивание» его в основу — так, чтобы несколько штрихов или пятен, нанесённых рядом, соединились и «заиграли» цветом, не смешиваясь полностью. Лучше всего это достигается кончиками пальцев — ни один другой материал и инструмент с ними не сравним. Близость художника к своему творению, их «соприкасаемость» сообщает глубину и тонкость происходящему.
Пастель, безусловно, требует очень хорошего освещения — тогда проявляется бесконечность оттенков, игра просвечивающей многослойности. Лучше всего — дневной свет, но — рассеянный, падающий по касательной. При разном освещении картина будет производить совершенно разное впечатление. Новый луч или иной угол зрения — и вы увидите новые краски и детали. Это притягивает и завораживает. При достойном освещении пастель оживает.